# GendBuntu
GendBuntu é uma versão do Ubuntu adaptada para uso pela Gendarmeria Nacional da França. A Gendarmerie foi pioneira no uso de software de código aberto em servidores e computadores pessoais desde 2005, quando adotou o pacote de escritório OpenOffice.org e tornou o formato OpenDocument .odf seu padrão nacional.

## Projeto
O projeto GendBuntu foi originalmente proposto graças à decisão da Microsoft de encerrar o desenvolvimento do Windows XP, bem como sua inevitável substituição pelo Windows Vista ou uma edição posterior do Windows em computadores governamentais. Isso significava que a Gendarmerie teria pago grandes despesas com o retreinamento da equipe, mesmo se tivesse continuado a usar software proprietário, incentivando a migração para software livre.
Um dos principais objetivos do projeto GendBuntu era que a organização se tornasse independente de distribuidores e editores de software proprietário e economizasse significativamente nos custos de software (estimados em cerca de dois milhões de euros por ano).
Cerca de 90% dos 10.000 computadores adquiridos pela Gendarmerie por ano são comprados sem um sistema operacional e têm o GendBuntu instalado pelo departamento técnico da Gendarmerie.
O principal objetivo foi migrar 80.000 computadores até ao final de 2014, data que coincide com o fim do suporte para Microsoft Windows XP. 35.000 desktops e laptops GendBuntu foram implantados em novembro de 2011.
Um grande problema técnico encontrado durante o desenvolvimento do projeto foi manter o sistema de computador existente online durante a atualização, não apenas na França metropolitana, mas também em departamentos e regiões fora da Europa. Esse problema foi resolvido parcialmente com a redistribuição de servidores dedicados ou estações de trabalho em Redes Locais (dependendo do número de funcionários trabalhando em cada LAN) e com o uso de um processo de qualificação compatível com ITIL.
Uma extensa equipe de suporte de TI ajudou a implementar as mudanças. Isso incluiu a "equipe principal" na sede da Gendarmerie em Issy-les-Moulineaux, a "equipe de execução" de quatro pessoas localizadas no data center da Gendarmerie em Rosny-sous-Bois e cerca de 1.200 funcionários de suporte local.

## Linha do tempo
- 2004 - O software OpenOffice.org substitui 20.000 cópias do pacote Microsoft Office em computadores Gendarmerie, com a transferência de todos os 90.000 pacotes de escritório sendo concluída em 2005.[3]
- 2006 - Começa a migração para o navegador Mozilla Firefox, em 70.000 estações de trabalho e para o cliente de e-mail Mozilla Thunderbird . A Gendarmaria segue o exemplo do Ministério da Cultura nesta decisão. Também migram para outros softwares, como o GIMP .
- 2008 - É tomada a decisão de migrar para o Ubuntu em 90% dos computadores da Gendarmerie até 2016. O Ubuntu é instalado em 5.000 estações de trabalho instaladas em todo o país (uma em cada LAN da delegacia de polícia), principalmente para fins de treinamento. [1]
- 2009 - Começa a supervisão do Nagios
- 2010 - 20.000 computadores encomendados sem um sistema operacional pré-instalado
- Janeiro de 2011 - Início da introdução em larga escala do GendBuntu 10.04 LTS
- Dezembro de 2011 - 25.000 computadores implantados com GendBuntu 10.04 LTS
- Fevereiro de 2013 - Atualização de GendBuntu 10.04 LTS para GendBuntu 12.04 LTS. As equipes locais de gerenciamento e suporte de TI farão a atualização de forma progressiva de forma a não atrapalhar o funcionamento das delegacias de polícia.
- Maio de 2013 - Meta para o fim da migração para GendBuntu 12.04 LTS - 35.000 computadores atualizados.
- Dezembro de 2013 - 43.000 computadores implantados com GendBuntu 12.04 LTS. TCO reduzido em 40%.[4][5]
- Fevereiro de 2014 - Início da fase final da migração de computadores existentes com Windows XP para GendBuntu 12.04 LTS
- Junho de 2014 - migração concluída. 65.000 computadores implantados com GendBuntu 12.04 LTS (número total de computadores : 77.000) [6]
- Março de 2017 - migração concluída. 70.000 computadores implantados com GendBuntu 14.04 LTS (número total de computadores: 82.000)
- Maio de 2017 - Introdução do GendBuntu 16.04 LTS
- Junho de 2018 - 82% das estações de trabalho PC executando GendBuntu 16.04 LTS
- Início de junho de 2019 - 90% das estações de trabalho executando GendBuntu (aprox. 77.000) [7]
- Primavera de 2019 - Migração para GendBuntu 18.04[7]